# Воейков, Владимир Леонидович
Воейков, Владимир Леонидович (род. 24 мая 1946 года, г. Алма-Ата) — российский биофизик, профессор Московского Государственного Университета им. М. В. Ломоносова, доктор биологических наук. В. Л. Воейков является зам. заведующего кафедрой биоорганической химии биологического факультета МГУ им. Ломоносова и руководителем лаборатории Биофотоники МГУ. Основные области научных интересов Владимира Леонидовича: физико-химические основы биологической активности, свободно-радикальные и колебательные процессы в воде и их роль в биоэнергетике. В. Л. Воейков является почётным работником Высшего образования Российской Федерации, членом Научного Совета Международного Института биофизики в Нейссе (Германия), членом SPIE (Международное общество оптической техники, США) и Всероссийского биохимического общества.

## Научная работа
В 1968 году В. Л. Воейков окончил Биологический факультет МГУ им. М. В. Ломоносова с дипломом с отличием по специальности «Биофизика». Через 3 года в 1971 году успешно получил степень кандидата биологических наук там же. С 1971 по 1975 год работал младшим научным сотрудником Института Биоорганической химии АН СССР (им. М. М. Шемякина и Ю. А. Овчинникова) (Москва) и c 1974 года — доцентом кафедры биоорганической химии Биологического факультета МГУ им. М. В. Ломоносова. С 1978 по 1979 год он выполнял научно-исследовательскую работу на факультете биохимии и медицины Университета Дюка (Duke University), Северная Королина, США. С 1974 года по 2003 год — доцент, а с 2003 года по настоящее время — профессор, зам. заведующего кафедрой биоорганической химии Биологического факультета МГУ им. М. В. Ломоносова.
В 2003 г. защитил в МГУ докторскую диссертацию «Регуляторная функция активных форм кислорода в крови и в водных модельных системых» по специальностям Физиология и Биофизика.
В. Л. Воейков поддерживает и продолжает идеи таких ученых как Эрвин Бауэр, Александр Гурвич, Альберт Сент-Дьёрди, Александр Чижевский, Симон Шноль, постоянно сотрудничает с Дж. Поллаком (University of Washington, Seattle, USA), М.Чаплином (Professor of Applied Science, London South Bank University, UK).
Основными направлениями работы лаборатории Биофотоники МГУ, возглавляемой В. Л. Воейковым:
— модельные фотобиохимические реакции, среди которых реакция Гурвича и реакция Майяра;
— работа с живой кровью, направленная на выявления характера выброса фотонов и скорости оседания эритроцитов, обусловленного зависящими от кислорода окислительно-восстановительными реакциями;
— сверхнизкие концентрации биохимически активных веществ и сверхслабые электромагнитные излучения, их влияние на живые системы;
— окислительно-восстановительные и колебательные процессы в воде. Работа направлена на подтверждение повсеместной роли воды в биохимических и физиологических процессах и исключительной важности её более глубокого изучения с перспективой обнаружения ранее неизвестных законов природы.
На сайте проекта «Фонд ДСТ» сообщается, что В. Л. Воейков является их участником. В материалах указанного фонда предлагается, в частности, «скачать излучение препарата», после чего «передаваемое „излучение“ химического препарата воспринимается диском, который находится в компьютере пользователя. В результате действия „излучения“ на диск, происходит изменение распределения электронов на его поверхности. В итоге диск становится источником такого же сверхслабого излучения, как и химический препарат».

## Публикации
В. Л. Воейков является автором более 250 статей, опубликованных как в России, так и в зарубежных научных журналах. Также ему принадлежит авторство нескольких учебников и 20 патентов на изобретения. Ежегодно принимает участие в десятках научных конференций и симпозиумов в России и за рубежом.

## Участие в телепроектах
Владимир Леонидович Воейков неоднократно принимал участие в телевизионных программах. Наиболее крупным проектом с его участием является псевдонаучный фильм телекомпании «Россия» «Великая тайна воды». Также в 2003 году был приглашен на передачу Александра Гордона «Гордон».